# Hetmanat

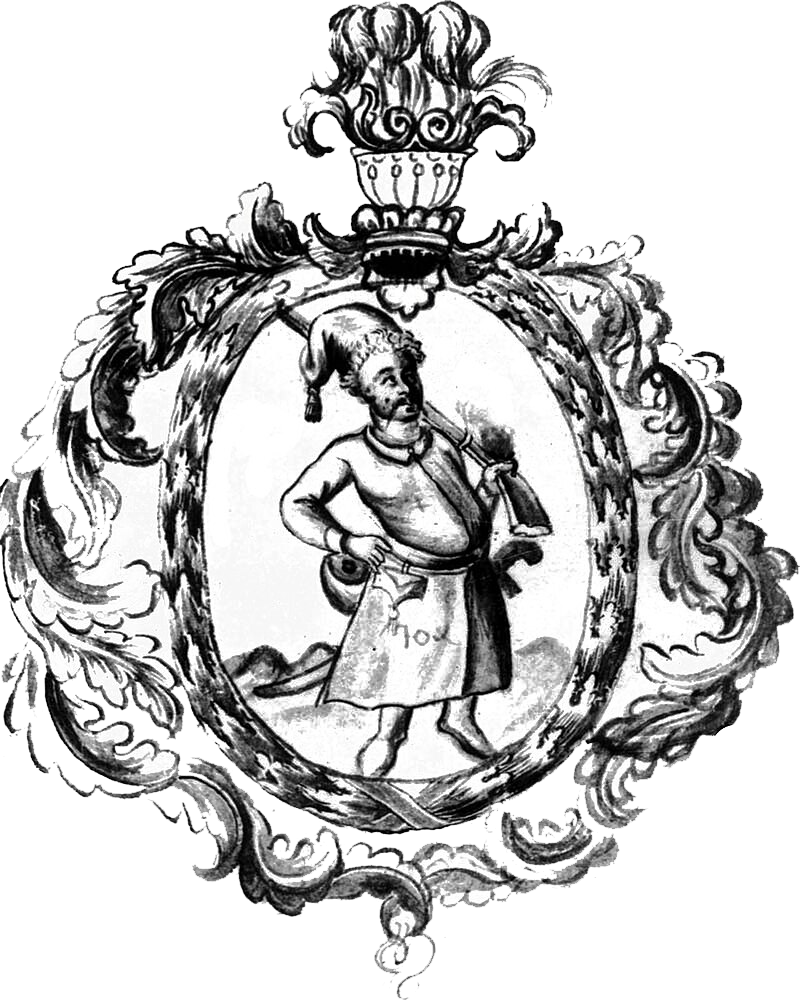
Wappen des Kosakenhetmanates –
ein Kosak mit Muskete

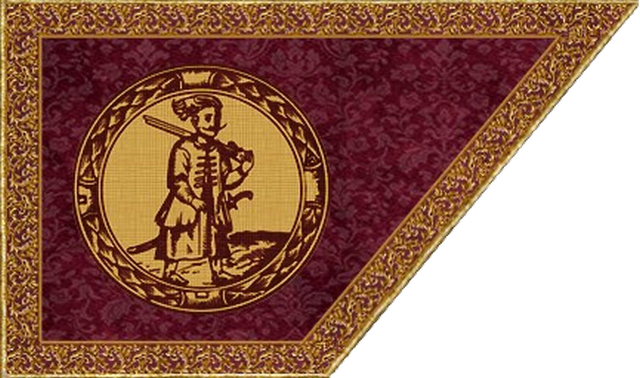
Flagge des Kosakenhetmanates

Das Hetmanat ist ein historischer Begriff für den Saporoger Kosakenstaat, der vom 17. bis zum 18. Jahrhundert existierte. Einige Historiker bezeichnen ihn auch als den ersten "ukrainischen" Nationalstaat. Es wurde formell im Jahr 1649 nach dem Vertrag von Sboriw gegründet, während des großen Chmelnyzkyj-Aufstandes. Schließlich wurde das Hetmanat 1764 offiziell Teil des Russischen Kaiserreiches.

## Entstehung
Seit Ende des 15. Jahrhunderts treten an der Steppengrenze neue historische Akteure auf, die für die Geschichte der Gebiete der heutigen Ukraine zentrale Bedeutung gewinnen sollten. Die Kosaken bevölkern einen erheblichen Teil der heutigen Ukraine und es kommt 1648 zur Bildung eines Gemeinwesens, des Hetmanats. Besonders in der ukrainischen Historiographie wird großer Wert auf die Bezeichnung des Hetmanats als „Staat“ gelegt, während die Eigenbezeichnung in den Quellen „Heer der Saporoger Kosaken“ lautet.
Der Begriff Kosaken stammt aus dem Turko-tatarischen und bedeutet ursprünglich „Freibeuter“. So sprechen erste Quellen aus dem 15. Jahrhundert von Tataren, die im Dienste von litauischen, polnischen oder ostslawischen bzw. auch von tatarischen Herrschern waren. Sie übten in deren Auftrag militärische und diplomatische Aufgaben an der Steppengrenze (Ukraina) aus. Im Laufe des Jahrhunderts mischte sich das Volk der Tataren mit Russen und Ukrainern, so dass sich das Kosakentum bereits im 16. Jahrhundert überwiegend ostslawisch geprägt hatte.
Die ukrainischen und russischen Kosaken waren entscheidend von ihrer räumlichen Umwelt, der Steppengrenze geprägt. Sie lebten in den Flusswäldern am unteren Dnepr und dem unteren Don, die Schutz vor Einfällen anderer Nomaden boten. Auf dem Gebiet der heutigen Ukraine errichteten Kosaken ihre befestigten Lager (Sitsch) in den Uferwäldern oder auf Inseln des Dnepr. Da diese zum Teil hinter den Dnepr-Stromschnellen (ukrainisch porohy, russisch za porogom) lagen, wurden die Kosaken als Zaporožer (oder Zaporoher, russisch Saporoschzy) Kosaken bezeichnet, was so viel wie „Kosaken hinter den Stromschnellen“ bedeutet.
Im Laufe des 16. Jahrhunderts schließen sich Kosaken im Grenzland zu größeren Verbänden zusammen. Um die Jahrhundertmitte lässt der in polnischen Diensten stehende Starost von Tscherkassy und Kaniw Dmytro Wyschneweckyj eine Festung auf der Dnepr-Insel Mala Chortyzja als Ausgangspunkt für Angriffe auf die Tataren auf der Krim errichten. Diese Festung gilt heute vielen trotz anderslautender Forschungsbefunde als erste Sitsch. Oberstes Entscheidungsgremium war die Versammlung aller Kosaken, der Ring (kolo), der die Offiziere und den obersten Anführer des Kosakenheeres, den Hetman, wählte sowie Gericht hielt.
Der gewählte Hetman erhielt weitgehende Kompetenzen, Recht über Leben und Tod. Alle Kosaken schuldeten ihm absoluten Gehorsam, doch konnte er durch den „Ring“ wieder abgewählt werden. Die politische Organisation der Dnepr-Kosaken zeigte also eine Mischung aus zentralistischer militärischer Disziplin und rudimentären Elementen demokratischer Verfassung.
Infolge der Ausbreitung der Leibeigenschaft und des wachsenden Druckes von Seiten des polnischen Adels flohen immer mehr Bauern an die Steppengrenze. Sie integrierten sich in die dortige Gesellschaft und nahmen Lebensformen der Kosaken an. Im Laufe des 16. Jahrhunderts wuchs durch den Zuzug sowohl die Bevölkerung der Dnepr-Kosaken, somit auch der Kosaken allgemein, als auch das Heer. Auch aus dem Kreis der flüchtenden Bauern wurden Offiziere rekrutiert, so dass auch sie im Heer ein politisches Gewicht erhielten.
Das Verhältnis der Dnepr-Kosaken zum Adel von Polen-Litauen und dessen König war jedoch sehr zwiespältig. Auch in der Kosakengesellschaft bildete sich eine soziale Stratifizierung heraus, was zu mehrschichtigen Interessenkonflikten unter den Kosaken selbst und zwischen kosakischen und polnischen Adligen führte. Bei Letzteren spielte unter anderem Konkurrenz in der Steppenbeuterei – einem wichtigen Einkommenszweig der Kosaken – eine Rolle. Seit Ende des 15. Jahrhunderts hatten Kosaken in den Diensten staatlicher Vertreter (wie der Starosten) gestanden. Seit dem zweiten Viertel des 16. Jahrhunderts wurden deutlich verstärkt Kosaken in der polnisch-litauischen Grenzverteidigung eingesetzt. Gleichzeitig versuchte man, die bewaffnete Kraft der Kosaken, die sich vielfach als Söldner verdingten und einen beständigen Unruheherd darstellten, zu kontrollieren. 1590 wurde das Registerkosakentum als eine dem polnischen König unterstellte Einheit gebildet. Die Registerkosaken, und nur diese, erhielten vom König für ihre Dienste Privilegien zugewiesen. Dies führte dazu, dass immer mehr Menschen sich um die Aufnahme in das Register bemühten und später der Mythos aufkam, die Privilegien seien „natürliche“ Privilegien aller Kosaken. In den 20er Jahren des 17. Jahrhunderts standen auf diese Weise etwa 5000 bis 6000 Kosaken in polnischen Diensten.

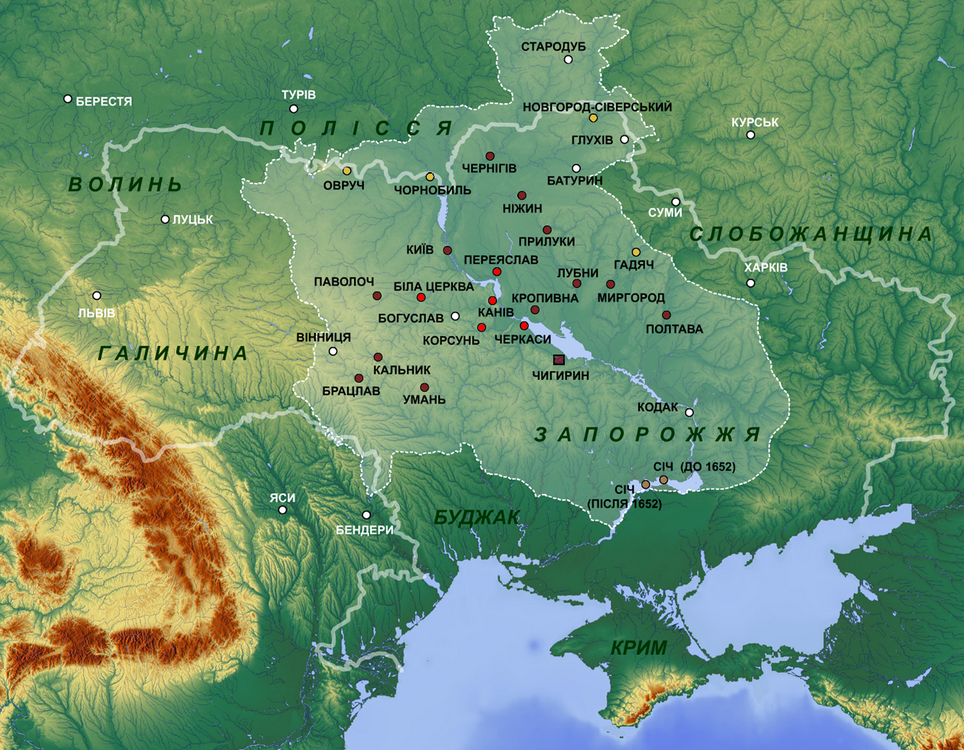
Hetmanat im Jahre 1654

Die Dnepr-Kosaken verbreiterten ihr Einflussgebiet bis nach Kiew und verbanden sich im zweiten Jahrzehnt des 17. Jahrhunderts mit der religiös-kulturellen Elite in Kiew. Diese war der orthodoxen Kirche verbunden und stand somit in Konflikt mit dem katholischen Polen-Litauen. Petro Konaschewytsch-Sahaidatschnyj wurde Hetman in dem sich neu formierenden Heere der Dnepr-Kosaken. Sahaidatschnyj trat nach der Kirchenunion von Brest 1595/96 offen für die Orthodoxie ein und unterstützte gegen Polen den Patriarchen von Konstantinopel, der 1620 neue Metropoliten und Bischöfe einsetzte. Die Kosaken machten immer mehr die Verteidigung der Orthodoxie zu ihrer eigenen Sache. Daher galt ihr Kampf im Besonderen auch der unierten (griechisch-katholischen) Geistlichkeit.
Die Kontrolle der polnischen Adelsrepublik über das Grenzland (Ukraina) verstärkte sich im 17. Jahrhundert. Die realisierte sich nicht nur durch die verstärkte Kooperation mit den Kosaken, sondern auch die Anlage von zahlreichen befestigten Stützpunkten. Gleichzeitig griffen die polnischen Magnate mit Hilfe ihrer Verwalter immer mehr in das Grenzland ein und brachten die dort lebenden Bauern in ihre Abhängigkeit. Seit Ende des 16. Jahrhunderts erhoben sich die Kosaken und die zu ihnen gehörenden Bauern immer wieder gegen Magnaten und Verwaltungsleute.
Als Polen-Litauen begann, die Privilegien und die Zahl der Registerkosaken zu begrenzen, engagierten sich auch diese vermehrt in Protestbewegungen, die, zusätzlich angeheizt durch die Willkür der Magnaten, in den 1630er Jahren zu Volksaufständen gegen die polnisch-litauische Herrschaft wurden. Die große Erhebung 1637/1638 wurde von polnischen Truppen blutig niedergeschlagen und im Rahmen einer Reform das Registerkosakentum wiederhergestellt. Ein Teil der besoldeten Kosaken wurde reduziert und unter direktes polnisches Kommando gestellt, einfachere Kosaken unter den Kommando der Verwaltungsleute und der Magnaten. Dennoch schwelte in weiten Teilen der Bevölkerung im Grenzland, nicht nur bei den unterschiedlichen Kosakengruppen, sondern auch unter den Bauern, der Stadtbevölkerung, dem Kleinadel und der orthodoxen Geistlichkeit die Unzufriedenheiten weiter.
Ein zentrales Problem, das sich aus dem immer wieder erfolgenden Rückgriff des polnisch-litauischen Staates auf kosakische Söldner ergab, waren unkontrolliert umherziehende, zwar demobilisierte, aber zusammengebliebene Kosakenverbände. Das Problem der Demobilisierung stellte sich auch im Mai 1647, nachdem bereits umfangreiche Vorbereitungen für einen vom polnischen König Władysław IV. geplanten Kriegszug gegen Tataren und das Osmanische Reich getroffen worden waren – die Szlachta im Sejm den König aber zwang, den Kriegsplan zu verwerfen. Die Kosaken, deren Sold in derartigen Situationen häufig aus Kriegsbeute bestand, hatten bereits begonnen, Boote für Angriffe auf osmanische Truppen zu bauen. Sie sahen sich nun um ihr Einkommen gebracht. Die Gemengelage aus einer großen Anzahl mobilisierter und nun enttäuschter Kosaken und der Bedrückung der bäuerlichen Bevölkerung schuf eine Situation, in der es nur noch einen Auslöser für einen großen Aufstand brauchte.

## "Ukrainischer" Volksaufstand und Bohdan Chmelnyzkyj
Diesen Auslöser stellte im Jahre 1648 Bohdan Chmelnyzkyj dar. Als Sohn eines polnischen Kleinadligen hatte Chmelnyzkyj eine Jesuitenschule besucht und ging später zum Heer der Registerkosaken. Infolge des Konfliktes mit einem polnischen Adligen, der Chmelnyzkyjs Gut beanspruchte und geplündert hatte, floh er zu den Saporoger Kosaken. Dort wurde er Anfang 1648 zum Hetman gewählt und es gelang ihm, die Kosaken für einen neuen Aufstand zu gewinnen.
Die Kosaken erhoben sich für ihre seit 1638 eingeschränkten Privilegien, in erster Linie gegen den polnischen Adel, weniger gegen den polnisch-litauischen König. Chmelnyzkyj schloss ein Bündnis mit dem Krimkhan, der zehntausende Reiter auf Seiten der Kosaken in den Kampf schickte. Es war im Wesentlichen die tatarische Reiterei, die den polnischen Truppen schwere Niederlagen beibrachte. Dies wurde zum Signal für eine Volksaufstand in weiten Gebieten der heutigen Ukraine.
Neben den Kosaken erhielt Chmelnyzkyj Unterstützung durch die ehemals freien Bauern, die sich gegen die Abhängigkeit durch den Adel auflehnten und auch durch Teile der Stadtbevölkerung. Chmelnyzkyj erfocht 1648 weitere Erfolge gegen polnische Armeen und zog mit seinem Kosakenheer bis vor Lwiw in die heutige Westukraine. Dabei kam es zu schweren antijüdischen Massakern mit Tausenden von Opfern. Die genauen Opferzahlen dieser kosakischen Pogrome waren lange Thema von Forschungskontroversen. Im Gedenken an die Pogromopfer wurde 1650 der 20. Tag des Monats Sivan des jüdischen Kalenders als jährlicher Fasttag eingerichtet.
Auch unierte Geistliche wurden von den Kosaken ermordet. Chmelnyzkyj kehrte schon im Januar 1649 nach Kiew zurück, wo er als Held empfangen wurde.
In Kiew kamen Chmelnyzkyj und die Kosaken in engen Kontakt mit der orthodoxen Geistlichkeit und der gebildeten Elite der Stadt. Hetman Chmelnyzkyj verkündete, dass er das ganze Volk der Rus’ von den Polen und Juden befreien werde und er als unabhängiger Herrscher der Rus’ für den orthodoxen Glauben kämpfen werde.
Sein erstes Anliegen aber war nicht die Verteidigung der Orthodoxie oder die Sicherung der Unabhängigkeit der Bauern, sondern die Bestätigung der kosakischen Privilegien. Er hoffte den neuen polnischen König Jan Kazimierz gegen die Adligen auf seiner Seite zu haben. Nachdem es in der Schlacht bei Sboriw durch eine unerwartete Neutralitätserklärung der Tataren zu einer Pattsituation gekommen war, wurde am 18. August 1649 der „Vertrag von Sboriw“ geschlossen. Er stellte einen Kompromiss dar, der weder für die Kosaken, noch für die polnische Szlachta befriedigend war und daher auch nicht lange hielt. Im Einzelnen sah er vor:
- Die Zahl der besoldeten Kosaken wurde auf 40.000 erhöht.
- In den drei Woiwodschaften Kiew, Czernihów und Bracław sollten nur die kosakische Starschyna und der orthodoxe Adel Ämter innehaben dürfen.
- Polnische Armee und Juden wurden aus diesen Woiwodschaften verbannt.
- Die orthodoxe Kirche durfte nicht weiter diskriminiert werden.
- Allen Aufstandsbeteiligten wurde eine Amnestie versprochen.
- Dem orthodoxen Metropoliten wurde ein Sitz im polnischen Senat versprochen.

Die Kosaken schufen auf dem Gebiet der heutigen Ukraine einen Herrschaftsverband, der offiziell Zaporožer Heer hieß, welches heute üblicherweise als Hetmanat bezeichnet wird. Die Verwaltungsorganisation folgte der Heeresorganisation der Kosaken. Chmelnyzkyj ordnete sein Herrschaftsgebiet, er kontrollierte Gebiete zu beiden Seiten des Dnepr, welche in 16 Bereiche (Regimenter) gegliedert waren. Chmelnyzkyj diente der Stab der Offiziere als ausführende Kraft (Exekutive), die dem Hetman zur Seite standen.
Die polnisch-litauischen Adligen konnten sich jedoch mit den Zugeständnissen des Königs an das Kosaken-Hetmanat unter Chmelnyzkyj nicht abfinden. Im Jahre 1651 folgte ein militärischer Schlag, der den Dnepr-Kosaken erhebliche Verluste beibrachte, weil Chmelnyzkyj nicht mehr mit der Unterstützung der Tataren von der Krim rechnen konnte. Das Hetmanat der Dnepr-Kosaken war für sich alleine dem Königreich Polen-Litauen, der damals führenden mittel- und ost-europäischen Macht, nicht gewachsen. So war Chmelnyzkyj gezwungen, Bündnispartner zu suchen und trat 1651 gleich mit zwei potentiellen Partnern in Gespräche ein. Im Süden mit dem Osmanischen Reich, im Norden mit dem Moskauer Reich.

## Verbindung zum Zaren
Überlegungen, sich mit dem orthodoxen Zaren in Moskau zu verbinden, waren nicht neu. Mehrfach versuchten einzelne Führer der Kosaken und Geistliche aus Kiew unter den Schutz (Protektorat) des moskowitischen Zaren zu gelangen.
Auch Chmelnyzkyj bat 1648 den russischen Zaren um Hilfe und bot ihm die Stellung des Schutzherren über die Zaporožer in Aussicht. Zar Aleksej jedoch scheute den Konflikt mit Polen-Litauen. In den Jahren 1652 und 1653 kamen erneut zwei kosakische Delegationen nach Moskau, diesmal gingen der Zar und sein beratendes Organ, die Bojarenduma auf die Bitte der Kosaken ein. Die Reichsversammlung (Zemskij Sobor) billigte im Herbst 1653 den Entschluss des Zaren.
Den Regierenden und dem Zaren waren jedoch die Konsequenzen die dieses Bündnis mit den Dnjepr-Kosaken mit sich brachte, nämlich ein Konflikt mit Polen-Litauen, wohl bewusst. Der Zar schickte deshalb Gesandte zum König nach Polen, diese sollten sich auf Grundlage des Vertrages von Zboriv um einen Frieden zwischen Polen-Litauen und den Kosaken bemühen. Dieses Ansinnen wurde jedoch als Einmischung in innerpolnische Angelegenheiten angesehen und abgelehnt.
Der russische Zar sandte nach Vertragsabschluss im Jahre 1654 ebenfalls Delegationen in das Saporoger Gebiet und ließ die Versammlung in Perejaslaw auf den Zaren einen Treueid schwören. Auch die Bevölkerung in Kiew und andere Städte sollten diesem Treueeid folgen. Zuvor machte sich eine Gruppe von Kosaken aus Kiew auf den Weg nach Moskau, um dem Zaren eine Petition mit 23 Artikeln zu überbringen, in der die Rechte und Privilegien der Kosaken, des Adels und der Stadtbevölkerung bestätigt werden sollte. Das Heer der Kosaken sollte maximal 60.000 Mann betragen, die Besoldung wurde geregelt und der Hetman sollte zusammen mit dem Heer das Recht behalten, zu ausländischen Mächten Beziehungen zu unterhalten. Dies bestätigte der Zar im März 1654. Der Zar beschränkte jedoch die Außenbeziehungen, Kontakte zum osmanischen Sultan und zum polnischen König sollten nur mit Erlaubnis des Zaren erlaubt sein.
Damit hatte sich der Rat der Notwendigkeit gebeugt, sich einer von vier möglichen Oberherrschaften zu unterwerfen – in der Hoffnung, in diesem Bündnis die Eigenständigkeit zu bewahren:

„Wir haben einen Rat einberufen, der dem ganzen Volk offensteht, damit ihr mit uns zusammen einen von vier Herrschern wählt, wen immer ihr wollt: Der erste ist der türkische Zar [Sultan], der uns schon oft durch seine Gesandten angetragen hat, uns unter seine Herrschaft zu begeben; der zweite ist der Krim-Khan; der dritte ist der polnische König, der uns, wenn wir es wünschen, noch in seine frühere Gunst aufnehmen wird; der vierte ist der orthodoxe Herrscher der Großen Rus, der Zar, Großfürst Alexei Michailowitsch, der östliche Herrscher der ganzen Rus, den wir nun schon seit sechs Jahren mit unaufhörlichen Bitten für uns herbeigewünscht haben. Wahlt nun, wen ihr wollt!“

Der staatsrechtliche Gehalt des Schwures von Perejaslav ist sehr umstritten. Da mit ihm die heute zur Ukraine gehörenden Gebiete erstmals unter die Herrschaft Moskaus gelangten, besitzt dieses Ereignis ein großes Gewicht. Die Uneinigkeiten beginnen bereits bei der Wortwahl. War es ein völkerrechtlich bindender Vertrag zwischen zwei gleichberechtigten Partnern im Sinne eines Militärbündnisses oder der Treueid von Untertanen gegenüber einem neuen Herrscher?
Von ukrainischer Seite wird gerne der Aspekt der Gleichberechtigung herausgestrichen und dem Zaren Vertragsbrüchigkeit vorgeworfen. In der vorrevolutionären russländischen und in der sowjetischen Historiographie wurde der Akt hingegen als „Wiedervereinigung der Ukraine mit Russland“ gefeiert.
Chmelnyzkyj hatte nach den gescheiterten Bündnisverhandlungen mit Dritten keine andere Wahl, als sich dem Moskauer Zaren zu unterwerfen, wollte er nicht den Krieg gegen Polen endgültig verlieren. Dennoch griff er zu einer dramatischen, aber zu nichts führenden Geste, indem er von der Moskauer Delegation verlangte, auch der Zar solle einen Eid ablegen. Diese Forderung wurde abgelehnt: Nur der Vasall, nicht der Zar, habe einen Eid abzulegen, der Herrscher gewähre gnädig Rechte und Privilegien. Die Kosaken verstanden den Vertrag als beiderseits bindende Protektoratsvereinbarung. „Der Zar sah in den Kosaken jedoch nichts anderes als neue Untertanen“ und verpflichtete sich zu nichts. „Was seinen Anspruch auf die neuen Gebiete betraf, dachte er in dynastischen Kategorien“.
Für Moskau handelte es sich um die ersten Schritte einer Inkorporation dieser Gebiete. Der Zar nannte sich nun „Herrscher von ganz Groß- und Kleinrussland“ und bezeichnete letzteres als sein „Vatererbe“ (votčina).

## Regierung Masepa

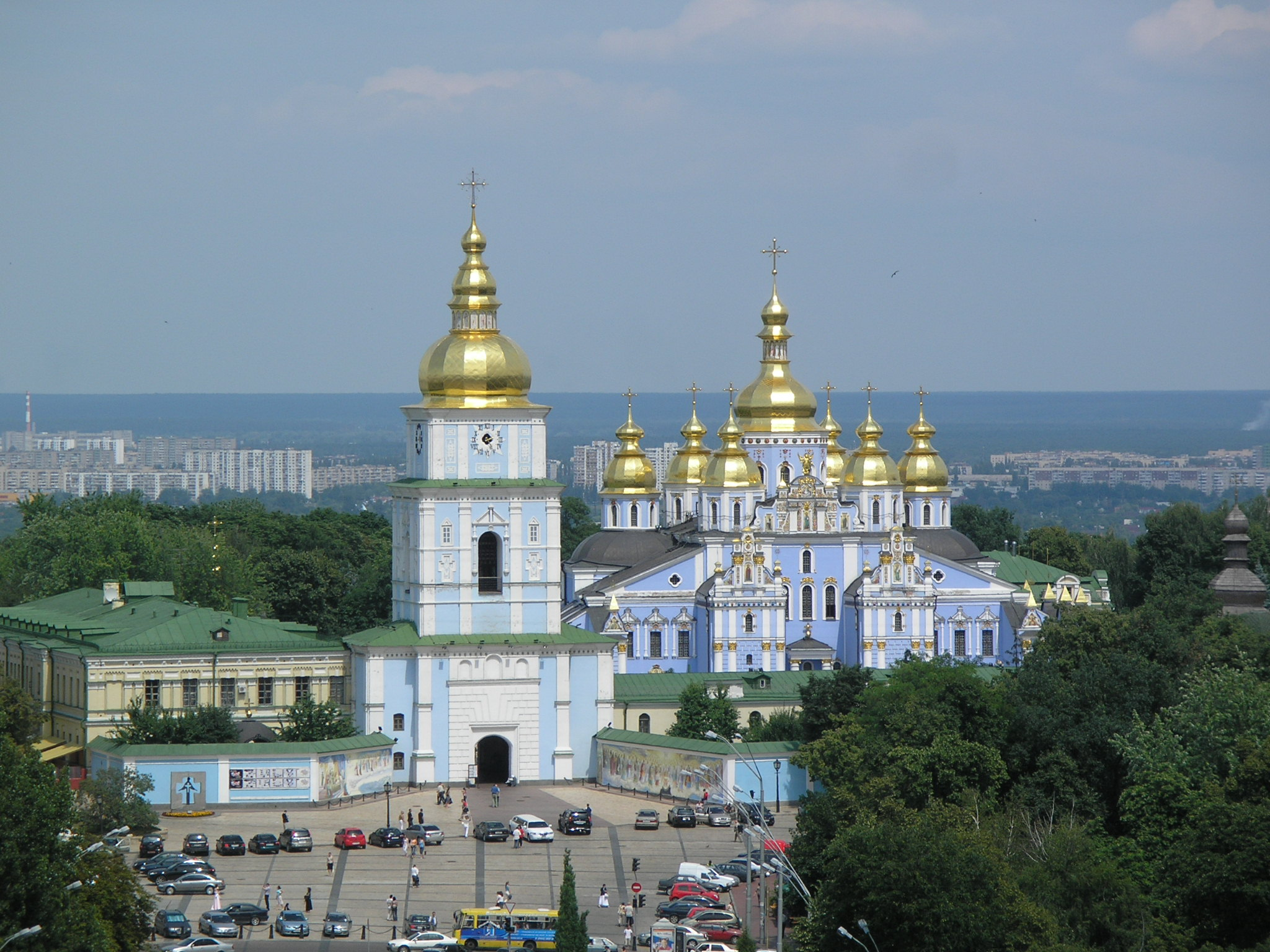
Das St. Michaelskloster in Kiew wurde mit der Hilfe von Hetman Iwan Masepa wiederaufgebaut

Im 18. Jahrhundert kam es unter Hetman Masepa (1687–1708) zur letzten wirtschaftlichen und kulturellen Blütezeit des Hetmanats. Zum letzten Mal traten die Dnjepr-Kosaken als eigenständiger politischer Faktor in Erscheinung.
Iwan Masepa stammte aus dem kosakischen Adel des rechten Ufers. Er studierte in Kiew an der dortigen Akademie und danach im Warschauer Jesuitenkolleg. Er förderte die orthodoxe Kirche und stärkte die Stellung der Kosakenaristokratie, die zu mehr Grundbesitz kam. Auch sich selbst vergaß er dabei nicht – ihm gehörten schließlich an die 20.000 Güter, was ihn zu einem der reichsten Männer Europas machte.
Nach mehreren Jahren im Dienste des polnischen Königs und Reisen nach Westeuropa trat er 1669 in den Dienst der rechtsufrigen Hetmans Petro Doroschenko und kurz darauf in den Dienst des linksufrigen Hetmans Iwan Samojlowytsch. Im Jahre 1687 wurde er mit der Unterstützung aus Moskau zu Samojlowytschs Nachfolger gewählt.
Masepa arbeitete loyal mit der russischen Regierung zusammen, war mit dem jungen Zaren Peter I. befreundet und zog mit ihm gemeinsam gegen die osmanische Festung Asow. Auch im Nordischen Krieg stand Masepa auf der russischen Seite und besetzte mit Einvernehmens Peters im Jahre 1703 die rechtsufrigen Gebiete. Als Vorwand sollte ihm der Aufstand Semen Palijs gegen Polen-Litauen dienen. Ihm gelang es allerdings, die beiden Teile des Chmelnyzkyj-Hetmanates wieder zu vereinigen.
1708 wechselte er die Fronten und schloss sich dem schwedischen König Karl XII. auf seinem Russlandfeldzug an. Nach der verlorenen Schlacht bei Poltawa floh er mit dem König in das Osmanische Reich. Er starb dort im September 1709 in der Stadt Bender.
Pylyp Orlyk wurde zum Nachfolger Masepas gewählt. Der Schweden-König ernannte Orlyk im Exil zum neuen Hetman der Saporoger Kosaken. Orlyk erarbeitete eine freiheitliche Verfassung für das Hetmanat – eine der ersten ihrer Art in Europa.

## Ende des Hetmanats
Schon vor Beginn der Herrschaft Katharinas II. hatte das Kosakentum seine militärischen Funktionen weitgehend verloren. Die Grenzen des Reiches waren weit von deren Gebieten abgerückt und mit der sich rasch entwickelnden Militärtechnik hatten die Kosaken nicht Schritt gehalten. So verloren die kosakischen Privilegien ihre Grundlagen und fielen nach und nach der Vereinheitlichung der Herrschaft im Zarenreich zum Opfer.
Das Amt des Hetmans wurde 1764 abgeschafft, die Regimenter als Verwaltungseinheiten durch politische und administrative Einrichtungen ersetzt, wie sie auch im übrigen Reich existierten.

## Nationaler ukrainischer Diskurs der Gegenwart
Der ukrainische nationale Diskurs wird von Versuchen beherrscht, unter Auslassung der Geschichte der Ukrainischen SSR eine Linie staatlicher Kontinuität von der mittelalterlichen Kiewer Rus über das Kosakenhetmanat bis zur Ukrainischen Volksrepublik (UNR) und der heutigen, unabhängigen Ukraine zu ziehen. Diese Art, „ukrainische Geschichte“ zu schreiben geht auf den Nestor der ukrainischen Historiographie, Mychajlo Serhijowytsch Hruschewskyj, zurück. Sie findet vielfachen Niederschlag, beispielsweise in der staatlichen Symbolik der Ukraine.
Das Kosakentum kann als Dreh- und Angelpunkt des ukrainischen Selbstverständnisses gelten. Kosaken sind allgegenwärtig – in Literatur und Werbung ebenso wie in politischer Propaganda und Kunst. Zwei der Geldscheine der Ukraine sind der Zeit des Hetmanats gewidmet: Die 5-Hrywnja-Note zeigt Chmelnyzkyj, auf der 10-Hrywnja-Note ist Masepa abgebildet.